# Villa Vittoria
Villa Vittoria è una delle ville vesuviane del Miglio d'oro; è sita a Napoli, nel quartiere di San Giovanni a Teduccio.
La struttura risale al XIX secolo ed è composta da due piani e pianterreno. La sua architettura è prevalentemente neoclassica, come dimostrano alcuni suoi elementi: l'androne, con volte a botte, conduce al vasto cortile al cui centro è situata una grande scala tipicamente neoclassica. Essa è formata da due rampe che si inerpicano in una curva, descrivendo una semiellisse.
La struttura oggi è usata come condominio.